# NGC 5589
NGC 5589 је спирална галаксија у сазвежђу Волар која се налази на NGC листи објеката дубоког неба.
Деклинација објекта је + 35° 16' 14" а ректасцензија 14h 21m 24,9s. Привидна величина (магнитуда) објекта NGC 5589 износи 13,3 а фотографска магнитуда 14,2. NGC 5589 је још познат и под ознакама NGC 5588, UGC 9197, MCG 6-32-5, CGCG 192-4, PGC 51300.